# 2024年パリパラリンピックのセントビンセント・グレナディーン選手団
2024年パリパラリンピックのセントビンセント・グレナディーン選手団は、2024年8月28日から9月8日までフランスのパリで開催された2024年パリパラリンピックセントビンセント・グレナディーン選手団の名簿。

## 選手団
- 人員: 選手 1人
- 開会式旗手: ケントリアル・キッド

## 種目別選手・スタッフ名簿及び成績

### 競泳
| 選手                 | 種目             | 予選   | 予選 | 決勝     | 決勝     |
| 選手                 | 種目             | 結果   | 順位 | 結果     | 順位     |
| -------------------- | ---------------- | ------ | ---- | -------- | -------- |
| ケントリアル・キッド | 男子50m自由形 S9 | 31秒45 | 17位 | 予選敗退 | 予選敗退 |